# Lithophyllum almanense
Lithophyllum almanense Lemoine, 1920 é o nome botânico de uma espécie de algas vermelhas pluricelulares do gênero Lithophyllum, família Corallinaceae.
- São algas marinhas encontradas no Chile.

## Sinonímia
- Não apresenta sinônimos.